# Villasor
Villasor es un municipio de Italia de 6.729 habitantes en la provincia de Cerdeña del Sur, región de Cerdeña. Está situado a 25 km al noroeste de Cagliari.
El poblado estuvo habitado durante la época nurágica. Entre los lugares de interés se encuentra el complejo de nuragas "On Sonador" y el monumento de la "Casa Forte degli Alagon".

## Ciudades hermanadas
- Alagón, España

## Evolución demográfica
| Gráfica de evolución demográfica de Villasor entre 1861 y 2001 |
|                                                                |
| Fuente ISTAT - Elaboración gráfica de Wikipedia                |